# James Hamilton Ross
James Hamilton Ross (ur. 12 maja 1856 w London, zm. 14 grudnia 1932 w Victorii) – polityk kanadyjski, działający w końcu XIX i I poł. XX w., związany w Terytoriami Północno-Zachodnimi.
Ross zaangażował się w administrację Terytoriów już w 1883 r. Najpierw zasiadał w Zgromadzeniu Legislacyjnym Terytoriów Północno-Zachodnich w latach 1883–1901, a od 1895 także w radzie rządowej (Executive Concil), w której pełnił funkcje skarbnika i komisarza robot publicznych. W 1902 został wybranym deputowanym do Izby Gmin (Parlamentu Kanady) z terytorium Jukonu, a od 1904 był przedstawicielem terytorium w Senacie. W 1905 brał udział w negocjacjach dotyczących powołania prowincji Alberta i Saskatchewan.